# Vivario
Vivario (korsicky Vivariu) je obec v centrální části Korsiky. Nachází se ve francouzském départementu Haute-Corse v někdejším kantonu Venaco, který byl v roce 2014 včleněn do rozšířeného kantonu Corte. Vivario je součástí mikroregionu Rogna in La, jehož centrem je obec Vezzani.

## Geografie a podnebí
Horská obec Vivario se nachází mezi masívy Monte Rotondo na severozápadě a Monte Renoso na jihu, na horním toku řeky Vecchio, pravostranného přítoku řeky Tavignano. Nadmořská výška území, přináležejícího do katastru obce Vivario, se pohybuje od 400 metrů do 2389 metrů (vrchol hory Monte d'Oro poblíž Vizzavony).

### Klima
Klima odpovídá skutečnosti, že průměrná nadmořská výška území obce je 1000 metrů. Zimy jsou drsné, sníh často narušuje silniční dopravu ve vyšších polohách, zejména v oblasti průsmyku Col de Vizzavona.

### Lesy
Území obce je převážně pokryto lesy. Na prvním místě to je Vizzavonský les (Forêt de Vizzavona) o rozloze 1634 ha, který je zařazen do soustavy Natura 2000. Porost v tomto lese z 60% tvoří korsická odrůda borovice černé (francouzsky Pin laricio de Corse, latinsky Pinus nigra var. corsicana). Další lesní oblastí je Les Rospa-Sorba (Forêt de Rospa-Sorba). Jedná se rovněž o chráněné území se dvěma lokalitami soustavy Natura 2000. Tento někdejší královský les o celkové rozloze 766 ha se nachází na území obcí Vivario, Noceta, Vezzani, Rospigliani, Muracciole, Pietroso a Ghisoni. Třetím zalesněným územím je obecní les Vivaria, který se rozkládá na ploše 2 821 ha na sever od obce a je převážně tvořen porostem borovice černé.

### Sousední obce
Nejbližší sousední obcí je Muracciole, vzdálené 1,4 km směrem na východ od Gatti-di-Vivario. Dalšími obcemi v sousedství jsou Rospigliani a Noceta.

## Administrativní členění
Obec Vivario (francouzsky Commune de Vivario) se skládá z centrální části - městečka Gatti-di-Vivario - a dále ze tří menších osad, jimiž jsou Tattone, Vizzavona a Canaglia. Gatti-di-Vivario se dělí na horní část Gatti Supranu a lokalitu Costa, kde se nachází stanice Vivario na železniční trati Ajaccio - Bastia. Tattone leží při silnici a železniční trati Ajjacio - Bastia zhruba 2,5 km jihozápadně od Gatti-di-Vivario. Na území vesničky se nachází sanatorium, železniční zastávka Tattone a turistický kemp. Canaglia je izolovaná osada v soutěsce potoka Manganello těsně před jeho soutokem s řekou Vecchio. Canaglií prochází dálková turistická trasa Mare a Mare Nord Variante, která v tomto úseku vede podél severního úpatí Monte d'Oro a posléze se u Tolly připojuje k trase GR 20. Nejdále od Gatti-di-Vivario, přibližně 5,5 km vzdušnou čarou směrem na jihozápad, leží Vizzavona.

## Historie
Na území obce Vivario bylo prokázáno nejstarší osídlení z mladší doby kamenné kolem 6000 let př. n. l. Důkazy o tomto osídlení byly nalezeny v jeskyni Grotte du Major Forsythe (Jeskyně majora Forsytha) neboli L' Abri Southwell u Vizzavony. Podle některých pramenů se v osadě Prellu v oblasti Vivaria měl v roce 816(?) narodit budoucí papež Formosus. Z období středověku se uvádějí zmínky o existenci Vivaria v souvislosti s panstvím rodu Amondaschi i s pozdějšími historickými událostmi na Korsice - například janovský biskup Agostino Giustiniani (1470 - 1536) ve svém díle Dialogo nominato Corsica hovoří o Vivariu, na jehož území leží vesnice Muracciuole, Arche a Gatti.

### Francouzská nadvláda a místní památky

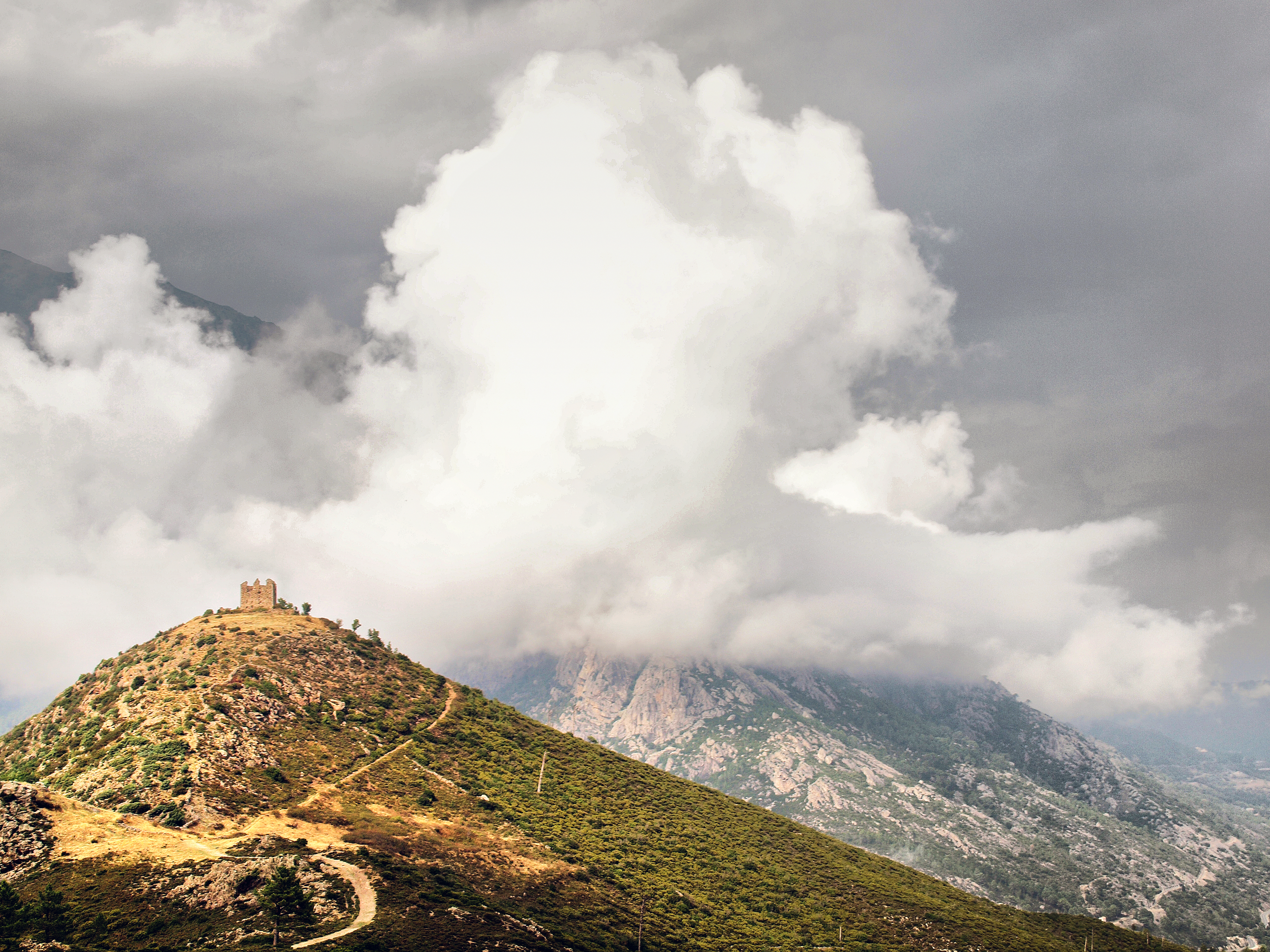
Ruiny francouzské pevnosti Pasciolo z druhé poloviny 18. století

Krátce po roce 1768, kdy vládu nad ostrovem po Janovanech definitivně převzala Francie, byly v oblasti Vivaria vybudovány dvě vojenské pevnosti. V roce 1769 vznikla pevnost De Vaux, střežící průsmyk Col de Vizzavona, a zhruba o dva roky později na strategickém místě nad soutěskou řeky Vecchio v nadmořské výšce 792 metrů Francouzi postavili pevnost Pasciolo. Pevnost byla plánována pro posádku čítající 48 vojáků, v případě nutnosti však jich mohla pojmout dvojnásobný počet. Součástí stavby byla podzemní cisterna o obsahu o 90 m3 vody. V souladu s ustanoveními francouzského Národního konventu nechal generál Charles Antoine Morand později proměnit pevnost Pasciolo ve vězení pro korsické povstalce z oblasti Fiumorba. Zřícenina pevnosti Pasciolo, která tvoří z daleka viditelnou krajinnou dominantu, je vzdálena zhruba 1,5 km po turistické cestě z centra městečka Gatti-di-Vivario. Další chráněnou památkou v obci je kašna se sochou Diany s laní ("fontaine de Diane à la biche"), kterou v Gatti-di-Vivario nechala postavit obecní rada v roce 1878.

### Vyšší správní celky
V roce 1954 se Vivario stalo součástí kantonu Venaco. Do départamentu Haute-Corse bylo Vivario včleněno od 1. 1. 1976. Na základě správní reorganizace z roku 2014 se součástí kantonu Corte, jehož území bylo do té doby totožné s územím stejnojmenné obce, stalo celkem osm obcí: Corte, Casanova, Muracciole, Poggio-di-Venaco, Riventosa, Santo-Pietro-di-Venaco, Venaco a Vivario.

## Fotogalerie

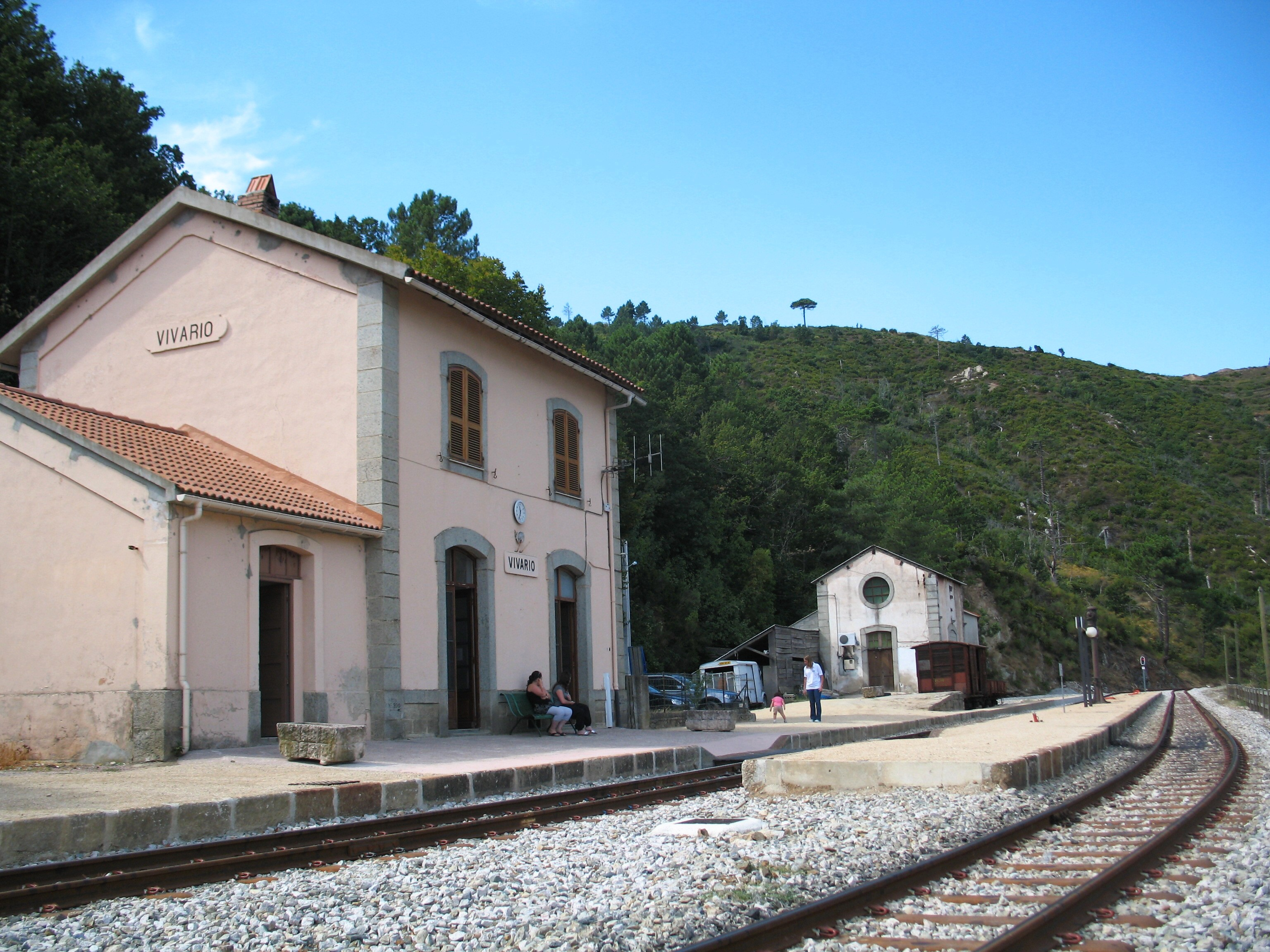
Nádraží na železniční trati z Ajaccia do Bastie
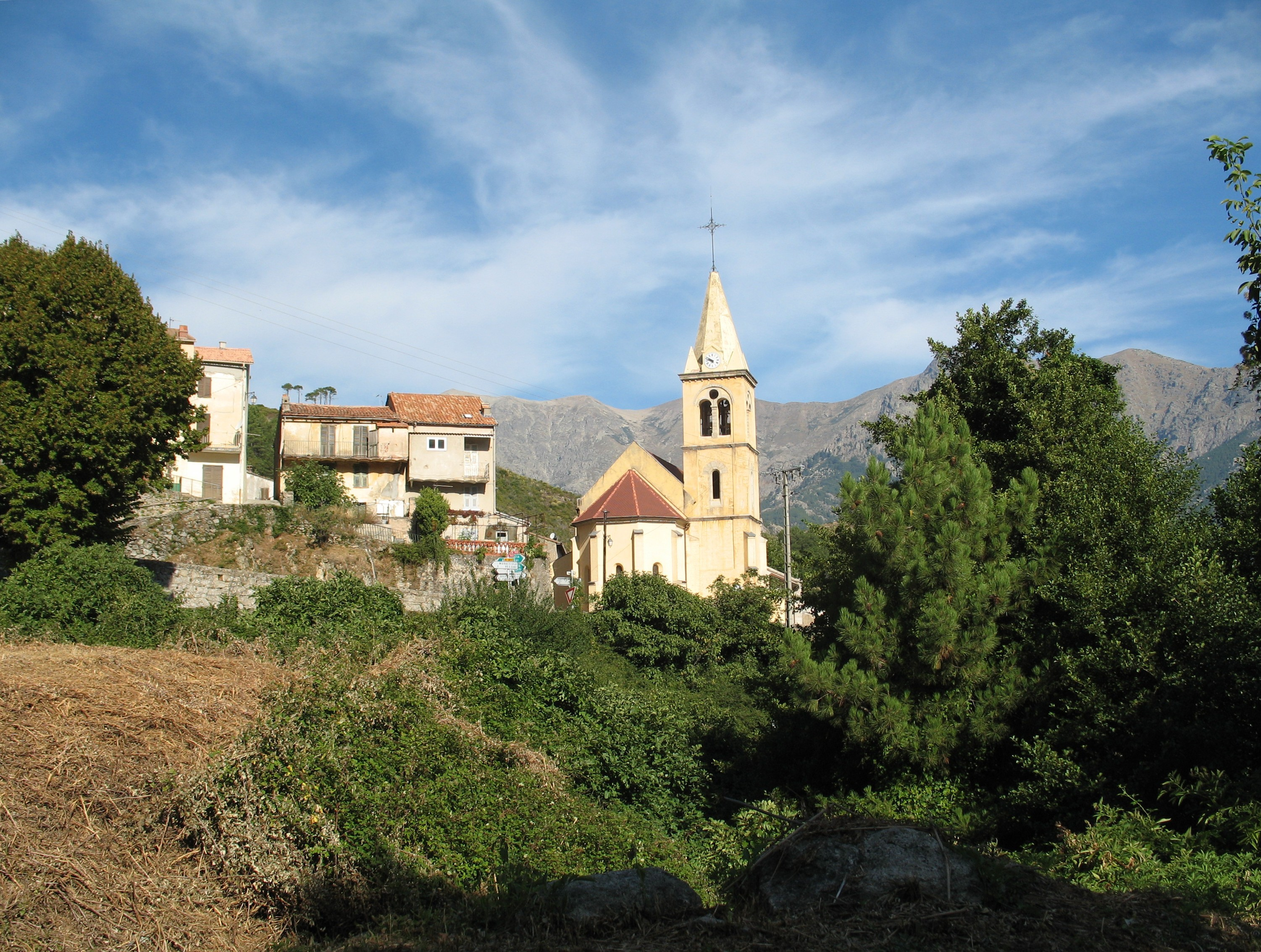
Kostel svatého Petra v Gatti-di-Vivario
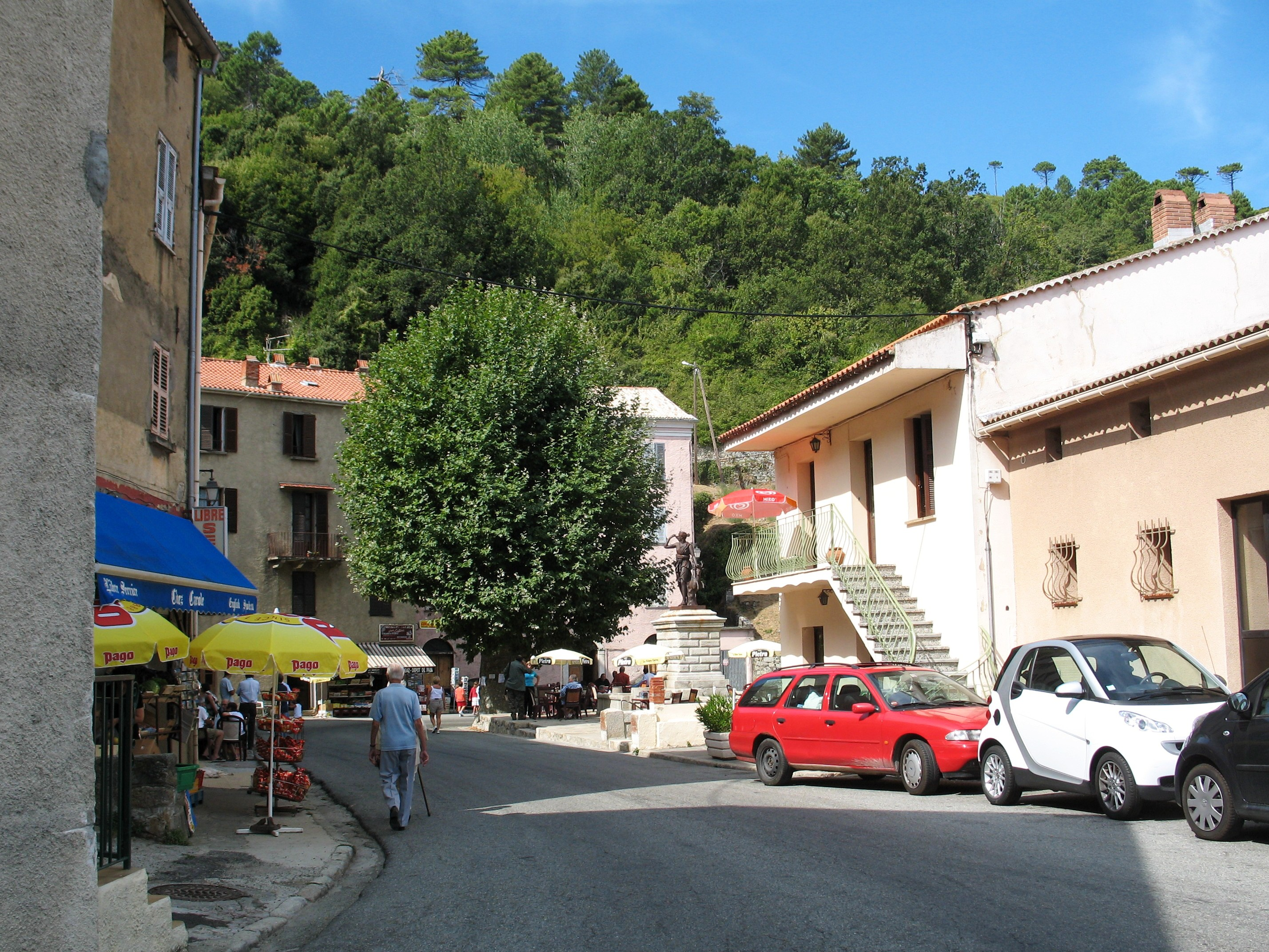
Náměstíčko s Dianinou kašnou
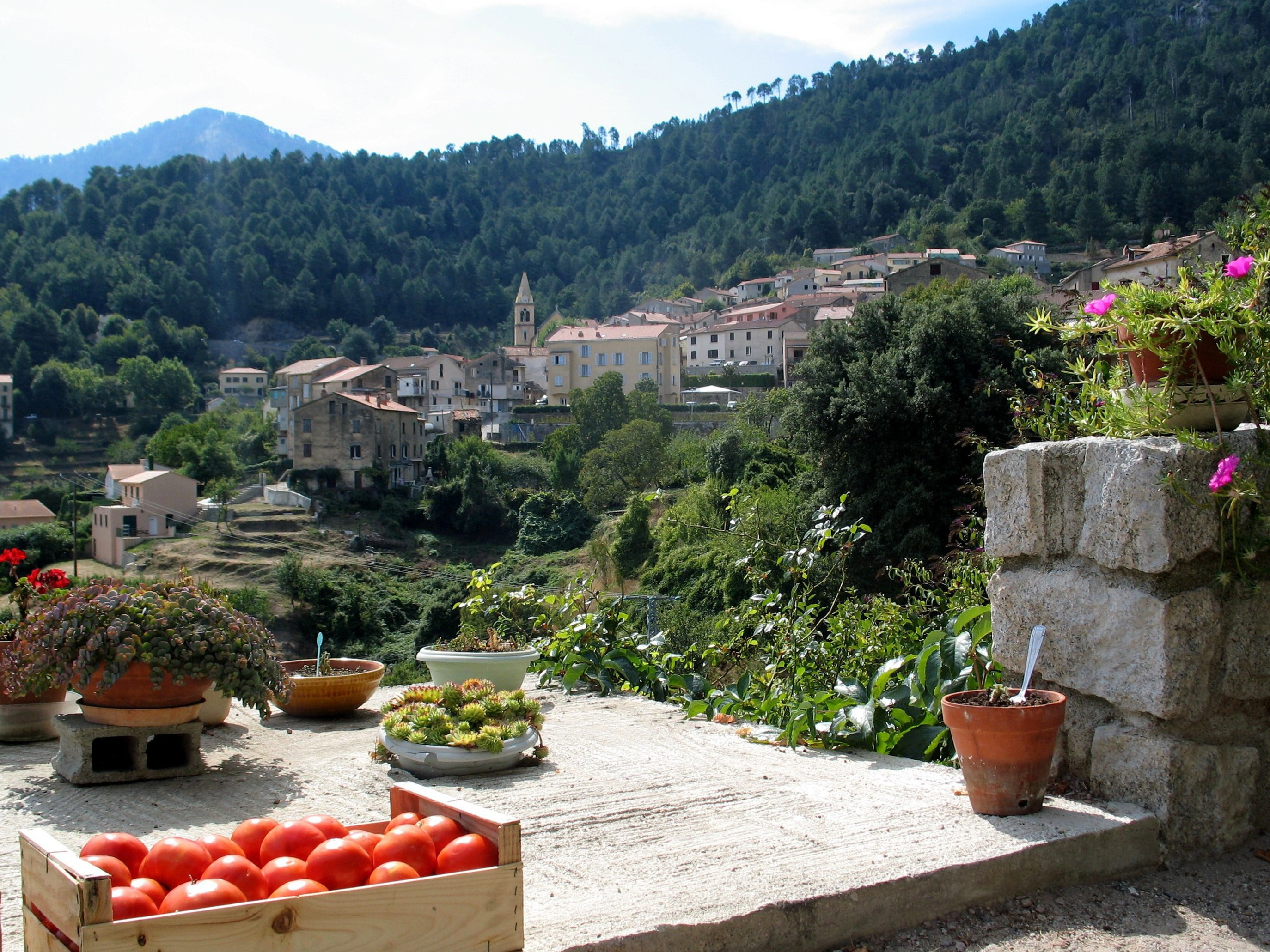
Pohled na Gatti-di-Vivario od místního obchodu